# كأس التشيك 1993–94
كأس التشيك 1993–94 هو موسم من كأس التشيك. أشرف على تنظيمه اتحاد جمهورية التشيك لكرة القدم، وفاز فيه فيكتوريا زيزكوف.